# Marcin Piekarski (żużlowiec)
Marcin Piekarski (ur. 21 czerwca 1989) – polski żużlowiec.
W 2002 reprezentował Polskę na Mistrzostwach Świata w Szwecji w miniżużlu, rok wcześniej zdobył drużynowe mistrzostwo Europy. Egzamin na "dużym torze" żużlowym zdał w 2005 i w tym samym roku debiutował w rywalizacji w ekstraklasie żużlowej, zdobywając w barwach Włókniarza Częstochowa brązowy medal mistrzostw Polski. Ma podpisany zawodowy kontrakt z Włókniarzem do 2010 roku. Do końca sezonu 2008 jest wypożyczony do PSŻ-u Poznań.
Do jego sukcesów należą wysokie miejsca w Memoriale Lubosa Tomička w Pradze w kategorii młodzieżowców - w 2004 był 4., w 2005 - 1. 
W roku 2011 oficjalnie zakończył karierę żużlową.